# Gaska Faourou
Gaska Faourou (ou Gaska-Foourou) est une localité du Cameroun située dans l'arrondissement de Petté, le département du Diamaré et la région de l’Extrême-Nord. Elle fait partie du canton/lawanat de Fadare.

## Population
En 1975, la localité comptait 50 habitants, dont 27 Peuls et 23 Mousgoum.
Lors du recensement de 2005, on y a dénombré 135 personnes.